# Emmanuel Vanluchene
Emmanuel Vanluchene, né le 9 décembre 1992 à Waregem, est un nageur belge spécialiste en dos et en nage libre.

## Biographie
En novembre 2010, il découvre sa première compétition avec les séniors lors des Championnats d'Europe en petit bassin à Eindhoven aux Pays-Bas. Il est inscrit dans quatre catégories : le 50 mètres nage libre, le 50 et le 100 mètres dos et le relais 4 x 50 mètres nage libre. Il est éliminé en série en nage libre, atteint les demi-finales en dos et avec le relais, l'équipe belge atteint la finale des championnats et finit 6e.
En 2011, il participe aux Championnats d'Europe en petit bassin à Szczecin en Pologne. Il y réalise de bons résultats en battant le record de Belgique du 100 m dos et du 50 m dos lors de son relais du 4 x 50 mètres 4 nages.
Il participe aux Jeux olympiques de Londres avec le relais 4 x 100 m nage libre qui termine 8e de la finale et améliore le record national de Belgique.
En novembre 2012, lors des Championnats d'Europe en petit bassin à Chartres, il décroche une médaille de bronze avec le relais belge 4 x 50 m nage libre en établissant un nouveau record de Belgique en 1 min 25 s 60.
En 2013, il participe aux Championnats d'Europe en petit bassin à Herning. Il y bat le record de Belgique du 100 m 4 nages et termine 4e de la finale.
En 2014, il prend part aux Championnats d'Europe à Berlin. Avec le relais belge du 4 x 200 m nage libre, composé de Louis Croenen, Glenn Surgeloose, Emmanuel Vanluchene et Pieter Timmers, en 7 min 10 s 39 (RN), il remporte la médaille de bronze en battant le record de Belgique.

## Palmarès

### Jeux olympiques
| Discipline           | Londres 2012        | Londres 2012       |
| -------------------- | ------------------- | ------------------ |
| 4 × 100 m nage libre | 8e (f)              | 3 min 14 s 40      |
|                      | Rio de Janeiro 2016 |                    |
| 200 m 4 nages        | 23e                 | 2 min 1 s 36       |
| 4 × 100 m nage libre | 6e (f)              | 3 min 13 s 57 (RN) |

### Championnats du Monde

#### En grand bassin de 50 m
| Discipline           | Barcelone 2013 | Barcelone 2013 |
| -------------------- | -------------- | -------------- |
| 4 × 100 m nage libre | 9e             | 3 min 15 s 52  |
| 4 × 200 m nage libre | 7e (f)         | 7 min 11 s 15  |
|                      | Kazan 2015     |                |
| 4 × 100 m nage libre | 9e             | 3 min 15 s 50  |

#### En petit bassin de 25 m
| Discipline           | Doha 2014     | Doha 2014          |
| -------------------- | ------------- | ------------------ |
| 100 m 4 nages        | 9e (df)       | 52 s 63 (RN)       |
| 4 × 50 m nage libre  | 4e (f)        | 1 min 24 s 72 (RN) |
| 4 × 100 m nage libre | 6e (f)        | 3 min 7 s 54 (RN)  |
| 4 × 200 m nage libre | 5e (f)        | 6 min 52 s 66 (RN) |
|                      | Hangzhou 2018 |                    |
| 100 m papillon       | 30e           | 52 s 30            |
| 100 m 4 nages        | 19e           | 53 s 90            |

### Championnats d'Europe

#### En grand bassin de 50 m
- Championnats d'Europe 2014 (Berlin) :
  -  Médaille de bronze du 4 × 200 m nage libre.

| Discipline           | Debrecen 2012 | Debrecen 2012      |
| -------------------- | ------------- | ------------------ |
| 100 m nage libre     | 11e           | 49 s 56            |
| 4 × 100 m nage libre | 4e (f)        | 3 min 15 s 34      |
|                      | Berlin 2014   |                    |
| 100 m nage libre     | 27e           | 50 s 07            |
| 4 × 100 m nage libre | 5e (f)        | 3 min 16 s 62      |
| 4 × 200 m nage libre | 3e (f)        | 7 min 10 s 39 (RN) |

#### En petit bassin de 25 m
- Championnats d'Europe 2011 (Szczecin) :
  -  Médaille de bronze du 4 × 50 m nage libre.
- Championnats d'Europe 2012 (Chartres) :
  -  Médaille de bronze du 4 × 50 m nage libre.

| Discipline          | Eindhoven 2010  | Eindhoven 2010 |
| ------------------- | --------------- | -------------- |
| 50 m nage libre     | 22e             | 22 s 46        |
| 50 m dos            | 12e (df)        | 24 s 65        |
| 100 m dos           | 15e (df)        | 53 s 86        |
| 4 × 50 m nage libre | 6e (f)          | 1 min 27 s 27  |
|                     | Szczecin 2011   |                |
| 50 m nage libre     | 31e             | 22 s 48        |
| 100 m nage libre    | 17e (df)        | 48 s 40        |
| 100 m dos           | 15e (df)        | 52 s 72 (RN)   |
| 50 m papillon       | 23e             | 23 s 92        |
| 100 m 4 nages       | 10e             | 54 s 57        |
| 4 × 50 m 4 nages    | 6e (f)          | 1 min 35 s 70  |
| 4 × 50 m nage libre | 3e (f)          | 1 min 25 s 83  |
|                     | Chartres 2012   |                |
| 100 m nage libre    | 7e (f)          | 47 s 32        |
| 50 m dos            | 19e             | 24 s 52        |
| 200 m dos           | 16e             | 1 min 55 s 72  |
| 100 m 4 nages       | 5e (f)          | 53 s 15        |
| 4 × 50 m nage libre | 3e (f)          | 1 min 25 s 60  |
|                     | Herning 2013    |                |
| 100 m nage libre    | 6e (f)          | 47 s 46        |
| 200 m nage libre    | 13e             | 1 min 45 s 10  |
| 100 m 4 nages       | 4e (f)          | 53 s 14 (RN)   |
| 200 m 4 nages       | 19e             | 1 min 58 s 85  |
| 4 × 50 m 4 nages    | 15e             | 1 min 37 s 37  |
|                     | Netanya 2015    |                |
| 200 m nage libre    | 5e (s)          | 1 min 43 s 88  |
| 100 m 4 nages       | 5e (f)          | 52 s 81        |
| 4 × 50 m nage libre | 4e (f)          | 1 min 25 s 08  |
| 4 × 50 m 4 nages    | 12e             | 1 min 36 s 14  |
|                     | Copenhague 2017 |                |
| 50 m nage libre     | 33e             | 21 s 90        |
| 100 m papillon      | 15e             | 51 s 23        |
| 100 m 4 nages       | 4e (f)          | 52 s 75        |
| 4 × 50 m nage libre | 7e (f)          | 1 min 25 s 92  |
| 4 × 50 m 4 nages    | 17e             | 1 min 37 s 12  |

Légende
(df) : demi-finale, (f) : finale, (RN) : Record National